# Coccomyza brittini
Coccomyza brittini är en tvåvingeart som beskrevs av Guercio 1918. Coccomyza brittini ingår i släktet Coccomyza och familjen gallmyggor. Inga underarter finns listade i Catalogue of Life.